# Cantó de Poitiers-3
El cantó de Poitiers-3 és un cantó francès del departament de la Viena, situat al districte de Poitiers. Compta amb 1 municipi i part del de Poitiers.

## Municipis
- Mignaloux-Beauvoir
- Poitiers (part)

## Història
| Data d'elecció                           | Identitat       | Partit              | Qualitat |
| ---------------------------------------- | --------------- | ------------------- | -------- |
| 1973-2008                                | Jacques Grandon | CD, després UDF-CDS |          |
| 2008-                                    | Michel Touchard | PS                  |          |
| les dades anteriors no són pas conegudes |                 |                     |          |
|                                          |                 |                     |          |